# Nándor Wagner
Dans le nom hongrois Wagner Nándor, le nom de famille précède le prénom, mais cet article utilise l’ordre habituel en français Nándor Wagner, où le prénom précède le nom.
Nándor Wagner (né le 7 octobre 1922 et mort le 15 novembre 1997, était un artiste et sculpteur hongrois.
Wagner et son épouse japonaise, Chiyo Wagner, ont fondé un Institut de recherche de la culture mondiale et du développement qui continue à soutenir l’éducation des jeunes talents artistiques et à promouvoir les arts à Mashiko. Ils ont également été à l’initiative de la création de l’Academia Humana Foundation en Hongrie.
Wagner a eu trois grandes périodes artistiques dans sa vie, d’abord en vivant en Hongrie de 1945 à 1956, puis en Suède entre 1956 et 1971, et enfin au Japon de 1972 jusqu’à son décès. Il est devenu célèbre pour ses sculptures originales en acier inoxydable fabriquées en Suède et au Japon.

## Biographie

### La période hongroise

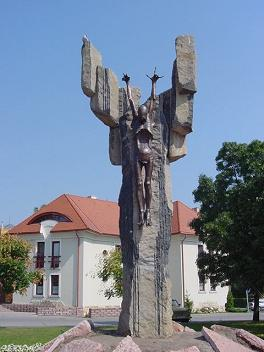
Corpus Hungaricum, (1951) bronze, Szekesfehervar, Hongrie.

Né à Oradea en Roumanie, Wagner était le fils d’un dentiste. Il a étudié à l’Académie d’Art de Budapest avant et après la Seconde Guerre mondiale.
Après la guerre, dans son atelier de Budapest, Wagner réalisé plusieurs statues, dont Corpus Hungaricum, József Attila le poète et Sorrow of Mother (chagrin d’une mère) parmi d’autres. En 1955, avec l’architecte Zoltán Farkasdy, ils remportèrent le premier prix d’une compétition artistique qui se déroulait dans le square Jászai Mari près du Pont Marguerite, avec leur projet dénommé Fontaine avec trois hommes. Parallèlement, Wagner organisa la collection d’histoire locale du Musée István Királu de Székesfehérvár en y exposant des objets découverts lors de fouilles en les plaçant dans un environnement créé par lui entre 1952 et 1956. Cette activité fut reconnue et honorée par le British Museum.
Il donna des cours d’art à des étudiants talentueux qui n’étaient pas reçus à l’université avant l’insurrection de Budapest de 1956. Il fut élu au conseil d’administration du Comité d’Artiste Révolutionnaire et demanda aux étudiants des beaux-arts de prendre des outils de dessin, plutôt que des armes, pour rendre compte des grands moments de la révolution.

### L'intermède suédois

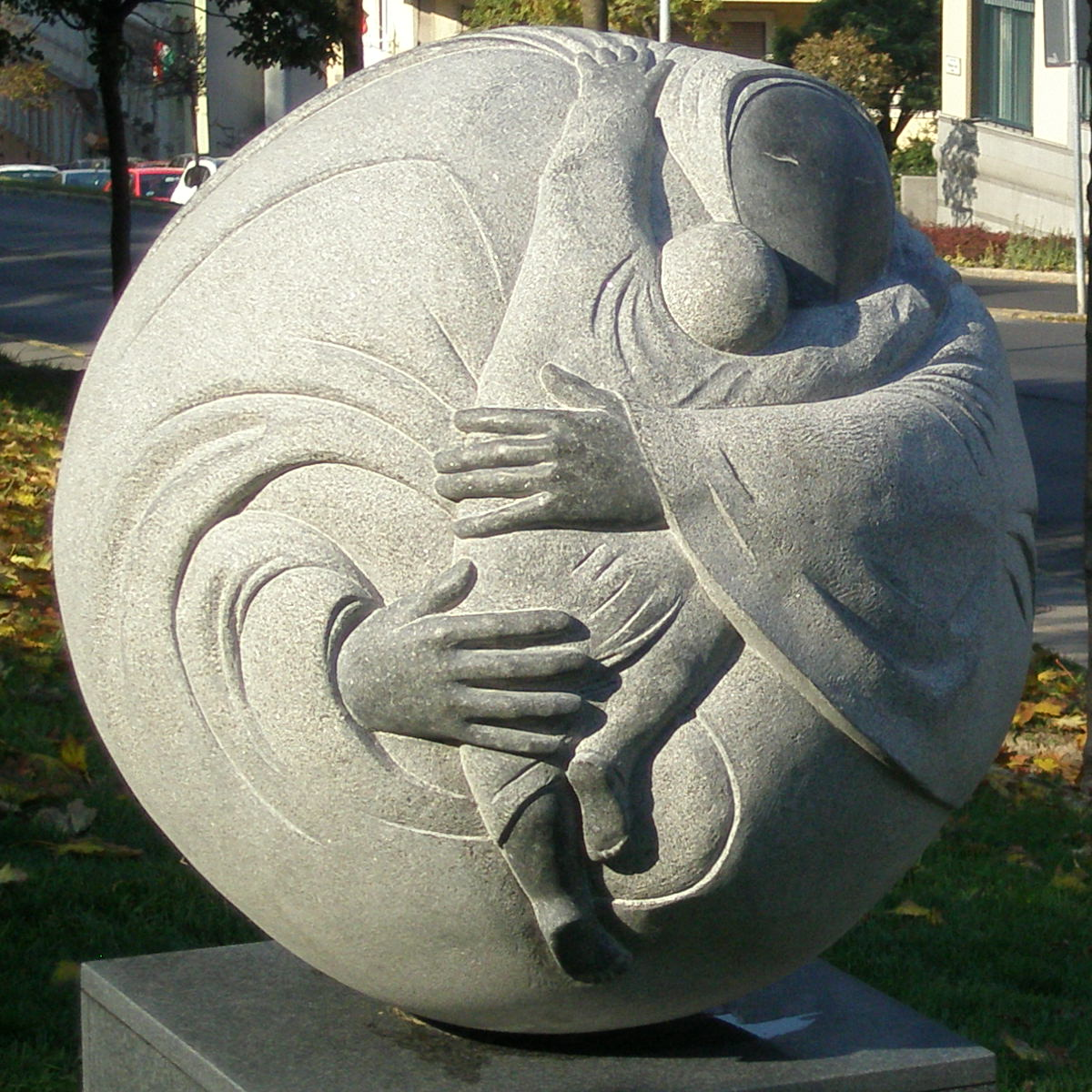
Terre-Mère

Après l’intervention de l’armée soviétique qui écrasa l’insurrection, il dut quitter la Hongrie pour se réfugier avec sa famille en Suède. Rapidement, il installa son atelier à Lund. Il inventa une nouvelle méthode de calcul pour surmonter le problème du rétrécissement des modelages de statues à grande échelle et des objets d’art en acier inoxydable. Huit de ces monuments furent érigés à travers la Suède parmi lesquelles le Monument aux morts pour les soldats polonais, Tranås, Fontaine avec quatre enfants et le Clown. Il était également très actif et inventif dans le domaine de la peinture et du dessin. Il développa notamment une technique picturale originale qu’il dénomma « fresque papier ».
Il fut également actif en matière de design industriel, obtenant un brevet pour une nouvelle installation d’éclairage public ainsi qu’un modèle de chaise au design ergonomique qu’il avait développé.
Bien que cette période suédoise ait sans doute été la plus productive de son existence, les privation et les épreuves le poursuivirent et l’amenèrent à quitter sa famille et à divorcer. À l’Académie des Beaux-Arts de Lund où il enseignait le dessin il rencontra Chiyo Akiyama, une étudiante en art qui devint plus tard son épouse et sa partenaire pour le reste de sa vie.

### L'essor japonais
La troisième partie de la vie de Wagner a débuté en 1969 au Japon où son art a pris un nouvel essor. Tout d’abord, le couple Wagner construisit un atelier à Mashiko dans la Préfecture de Tochigi, connue pour ses poteries en céramiques. Une fois l’atelier achevé, fin décembre 1970, Wagner se lança dans la sculpture d’une statue en argile Mère avec enfant, une pièce en terre cuite. Le début de sa célébrité au Japon fut lié à une compétition qu’il remporta en créant des objets d’art destinés à décorer un hôtel aux alentours du nouvel Aéroport International de Tokyo situé à Narita. Il sculpta une statue composée de deux personnages de six mètres de haut dénommée Saint Patron des Voyageurs (dōsojin) ainsi qu’une fontaine arc-en-ciel de 12 mètres de diamètre qui fut installée devant l’hôtel, ces deux œuvres étant faites en acier inoxydable. On lui passa également une commande pour concevoir et construire le parc environnant.
En plus de la sculpture, Wagner commença à peindre des aquarelles et à faire de plus en plus de céramiques. Il réalisa une série de 32 personnages en terre cuite qu’il appela Route de la Soie dont chacun représente l’évolution de la composition picturale en commençant par une forme de flamme typiquement orientale pour aller vers un style européen traditionnel représentant un homme, un animal, un oiseau et une fleur. Cette série est un exemple de lien entre le style oriental et occidental en utilisant le symbole stylistique de la route de la soie.
C’est également au Japon qu’il conçut le Jardin de la Philosophie, un groupe de huit statues. Trois exemplaires existent : l’un est au Japon, le second aux États-Unis et le troisième en Hongrie où il fut amené en 1997 et installé sur le mont Gellért le 18 octobre 2001, après le décès de Wagner.
Wagner est décédé à Mooka au Japon près de son atelier le 15 novembre 1997. Il avait choisi et aménagé l’emplacement de sa tombe dans le jardin de son atelier de Mashiko.

## Citation

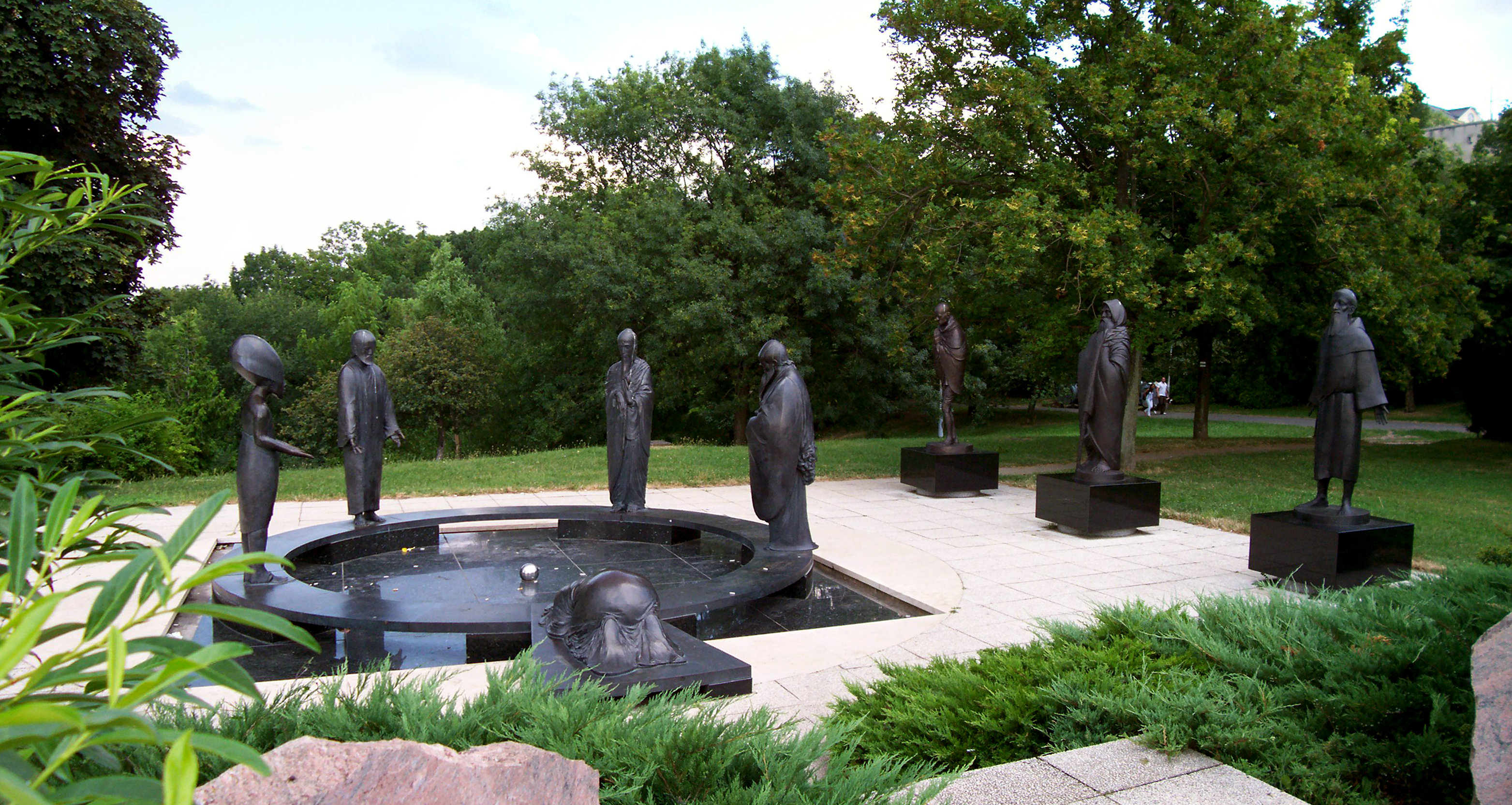
Jardin de la Philosophie

À propos de sa sculpture Jardin de la Philosophie, Wagner disait :
« Il est créé pour commencer d’un centre. Autour de ce point central, il y a trois anneaux. Le premier est un anneau complet autour du point central. Les cinq personnages (Abraham, Akhénaton, Jésus, Bouddha et Lao Tseu) autour du point central symbolisent les différentes cultures du monde. Ils ont conçu et sont devenus les fondateurs des principales religions du monde. Le centre de chaque religion a différents noms comme Kamisama, Hotokesama, Isten ou Allah, mais lui-même n’est pas différent. Le deuxième anneau est le groupe des personnes de différentes cultures et périodes qui les conduit à l’éveil spirituel et dans lequel chacun, de la même manière, a mis en pratique ce résultat dans sa société (Gandhi, Daruma Taishi et François d’Assise). Le troisième anneau est le groupe des gens de loi dans différents pays et à différentes époques. Ils ont fait une loi, qui est devenue le courant dominant de lois existantes d’aujourd’hui. Ce sont Hamurabi, Justinien et Shōtoku.
Cette route du Jardin de la Philosophie révèle le développement du genre humain et le temps nous amène à nous interroger sur la nécessité d’une nouvelle common law. »
— Nandor Wagner